# Wolfsfelden

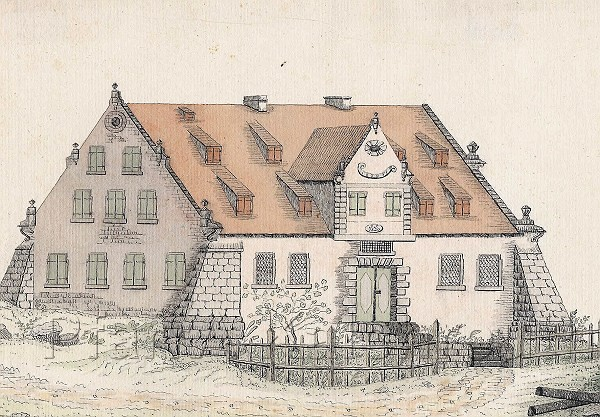
Herrenhaus in Wolfsfelden (1843)

Wolfsfelden (fränkisch: Wolfsfäldn) ist eine Wüstung auf dem Gemeindegebiet von Kalchreuth im Landkreis Erlangen-Höchstadt (Mittelfranken, Bayern).

## Geographie
Wolfsfelden lag auf einer Lichtung, der Wolfsfelder Wiese, im Sebalder Reichswald am Teufelsgraben. Heute ist ein Waldgebiet danach benannt, das sich unweit der Kreisstraße ERH 6 zwischen Kalchreuth (2,5 km nordöstlich) und Neunhof (4,75 km südwestlich) befindet.

## Geschichte
1394 wurde das „Wolfsueld in nurimberger wald gelegen“ erstmals urkundlich erwähnt. Es war eine 14 Tagewerk große Wiesmahd mit dazugehörigen Äckern, die die Burggrafschaft Nürnberg dem Tennenloher Zöllner Konz Lockeregen als Lehen gab. 1413 war Franz Pfinzing d. J. Lehensträger des Grundstücks. 1432 gingen die lehnsherrlichen Ansprüche der Burggrafen/Markgrafen an die Reichsstadt Nürnberg über. 1458 wurde erstmals ein Anwesen in „Wolfsfelt“ bezeugt, auf dem zu dieser Zeit Kunz Imhoff saß. 1497 waren die Nürnberger Bürger Starck als Lehensträger bezeugt, 1642 die Leißner, die den nach dem Dreißigjährigen Krieg verödeten Hof gekauft hatten. 1690 war „Wolffsfeldt“ im Besitz des Barons Johann Albrecht von Blomberg. In dieser Zeit entstanden neben den zwei Bauernhäusern vier neue Häuser. 1738 gab es zehn Anwesen. In der Folgezeit wechselten die Besitzer häufig.
Im Rahmen des Gemeindeedikts (frühes 19. Jahrhundert) wurde Wolfsfelden dem Steuerdistrikt und der Ruralgemeinde Kalchreuth zugeordnet.
Im Jahre 1900 wurde der Ort, den die Forstverwaltung zwei Jahre zuvor kaufte, auf Anordnung der Behörden bis zu den Grundmauern geschleift. Grund dafür dürfte die Tatsache gewesen sein, dass das Wirtshaus ein beliebtes Schlupfloch für Wilderer, Vogelfänger und illegale Fallensteller sowie für Studenten aus dem nahen Erlangen war, die hier ihre Mensuren austrugen. Dabei war der Wirt, ein gewisser Johann Sperber, meist auf der Seite seiner Gäste, als sich die örtliche Gendarmerie zeigte. So soll er mitunter den Vertretern der Polizeigewalt den Zugang zum Wirtshaus verwehrt haben, bis alle verdächtigen Umstände beseitigt waren.
In den 1980er Jahren war der Wald Bestandteil des Truppenübungsplatzes der amerikanischen Streitkräfte. Auf der Wolfsfelder Wiese wurden Militärübungen abgehalten – auch oft vor dem Vatertag, was bei der ansässigen Bevölkerung Verärgerung hervorrief, weil dann das traditionelle Fest auf der Wolfsfelder Wiese nicht abgehalten werden konnte.

### Einwohnerentwicklung
| Jahr      | 001818 | 001840 | 001861 | 001871 | 001885 |
| Einwohner | 49     | 78     | 45     | 38     | 47     |
| Häuser    | 13     | 12     |        |        | 9      |
| Quelle    | [ 5 ]  | [ 8 ]  | [ 9 ]  | [ 10 ] | [ 11 ] |

### Religion
Der Ort war seit der Reformation evangelisch-lutherisch geprägt und nach St. Andreas (Kalchreuth) gepfarrt.

## Heutiges Erscheinungsbild
Heute existieren nur noch die Grundmauern der Gebäude und ein Teich an der Wolfsfelder Wiese, der früher wohl als Fischteich bewirtschaftet wurde. Am Waldrand fließt zwischen den Sandsteinmauern ein Bach der Gründlach zu. Am Zugang der Lichtung steht ein Gedenkstein für den Weiler Wolfsfelden, der an den verschwundenen Ortsteil (von 1150 bis 1900) erinnert.
Jedes Jahr am Vatertag findet auf der Wolfsfelder Wiese ein Bierausschank statt.

## Sehenswürdigkeiten
Auch aus geologischer Sicht ist die Region interessant. Von der Wolfsfelder Wiese hinauf Richtung Kalchreuth zieht sich eine Sandsteinschlucht, die im Volksmund Des Teufels Badestube genannt wird. Hier hat sich das Wasser langsam einen Weg durch den Keuper gebahnt und dabei bizarre Schluchten aus dem Rhätsandstein, der obersten Schicht des Keupers, geformt. Früher war diese Landschaft durch einen Wanderweg erschlossen, heute ist aufgrund von Tier- und Naturschutz darauf verzichtet worden. Seltene Tierarten wie Feuersalamander und Eisvogel nutzen den Bereich des Bachlaufes mit seinem Mischwald als Refugium.
Heute ist die Wolfsfelder Wiese ein beliebtes Ausflugsziel, weil sie Ausgangspunkt und erste Station des Bodenlehrpfads Kalchreuth Wolfsfelden ist.

## Weblink
- Wolfsfelden in der Ortsdatenbank des bavarikon, abgerufen am 20. August 2021.